# آرابلا استنتون
آرابلا استنتون (انگلیسی: Arabella Stanton) یک بازیگر انگلیسی است. در ماه مه ۲۰۲۵، تأیید شد که او نقش هرماینی گرنجر را در مجموعه تلویزیونی آیندهٔ هری پاتر از شبکهٔ اچ‌بی‌او ایفا خواهد کرد.

## زندگی‌نامه
آرابلا استنتون از سپتامبر ۲۰۲۳ تا سال ۲۰۲۴، نقش ماتیلدا ورم‌وود را در تئاتر موزیکال ماتیلدا در وست اند لندن بازی کرد. او همچنین نقش کنترل را در اجرای وست‌اند از موزیکال استارلایت اکسپرس ساختهٔ اندرو لوید وبر از ژوئیه ۲۰۲۴ تا فوریهٔ ۲۰۲۵ ایفا کرد. در ماه مه ۲۰۲۵، انتخاب او برای ایفای نقش هرماینی گرنجر در مجموعه تلویزیونی هری پاتر که از شبکهٔ اچ‌بی‌او پخش خواهد شد، اعلام شد. او در کنار دومینیک مک‌لافلین در نقش هری پاتر و آلاستر استاوت در نقش رون ویزلی ایفای نقش خواهد کرد.

## فیلم‌شناسی
| Projects that have not yet been released | به آثاری اشاره دارد که در حال حاضر منتشر نشده‌اند |

### تئاتر
| سال       | عنوان            | نقش            | منابع |
| --------- | ---------------- | -------------- | ----- |
| ۲۰۲۳–۲۰۲۴ | موزیکال ماتیلدا  | ماتیلدا ورم‌وود | [ ۵ ] |
| ۲۰۲۴–۲۰۲۵ | استارلایت اکسپرس | کنترل          | [ ۸ ] |

### تلویزیون
| سال | عنوان    | نقش           | توضیحات  | منابع |
| --- | -------- | ------------- | -------- | ----- |
| ن/م | هری پاتر | هرماینی گرنجر | نقش اصلی | [ ۲ ] |